# هووتون
هووتون (به انگلیسی: Hoveton) یک روستا و محله مدنی در بریتانیا است که در North Norfolk واقع شده‌است. هووتون ۱۰٫۲۰ کیلومتر مربع مساحت و ۱٬۷۵۹ نفر جمعیت دارد.